# Heiligenberg (landgoed)
De Heiligenberg of Hohorst is een landgoed in de Nederlandse gemeente Leusden, gelegen aan de Heiligenbergerbeek.
De circa 14.8 meter hoge heuvel op het landgoed is een dekzandrug die aan het einde van de laatste ijstijd, ongeveer 10.000 jaar geleden, is ontstaan onder invloed van de wind. Rond het jaar 1000 stond de heuvel bekend als de Hohorst (hoge -horst; vergelijk de ernaast gelegen Lockhorst of "gesloten horst") of Heiligenberg. De plek werd namelijk al voor de christelijke tijd als heilig beschouwd, reden voor de Utrechtse bisschop Ansfried om er een klooster te stichten, Hohorst. Omstreeks 1050 verhuisde het klooster naar Utrecht en werd daar de Paulusabdij. Het klooster werd een uithof van deze abdij.
Rond 1580 werd de Heiligenberg eigendom van de Staten van Utrecht, waarna het vanaf 1637 een buitenplaats werd.
In 1657 schreef Joost van den Vondel een gedicht waarin de Heiligenberg voorkomt:
| Natuur verkoos den gront in liefelijcke streecken. Dat Griecken Tempe love, en d'oude Hengstebron: ik loof dit lantprieel op ’t ruischen van de beecken; ik loof den Heilgen Bergh, den Duitschen Helikon. uit: – De Nachtegael van Amisfort |

Het huidige gebouw werd rond 1815 gebouwd door Ernst Louis van Hardenbroek en heeft een park in Engelse landschapsstijl. Huis en landgoed zijn niet toegankelijk.
Meerdere bedrijven hebben in deze locatie hun kantoor gehad, waaronder Mediselect.

## Sagen
Over de Heiligenberg bestaan verschillende sagen. Eén ervan vermeldt dat de vroegere heilige Ursula en haar elfduizend maagden met vingerhoedjes de berg schiepen. Een andere sage vermeldt dat heksen hier samenkwamen.

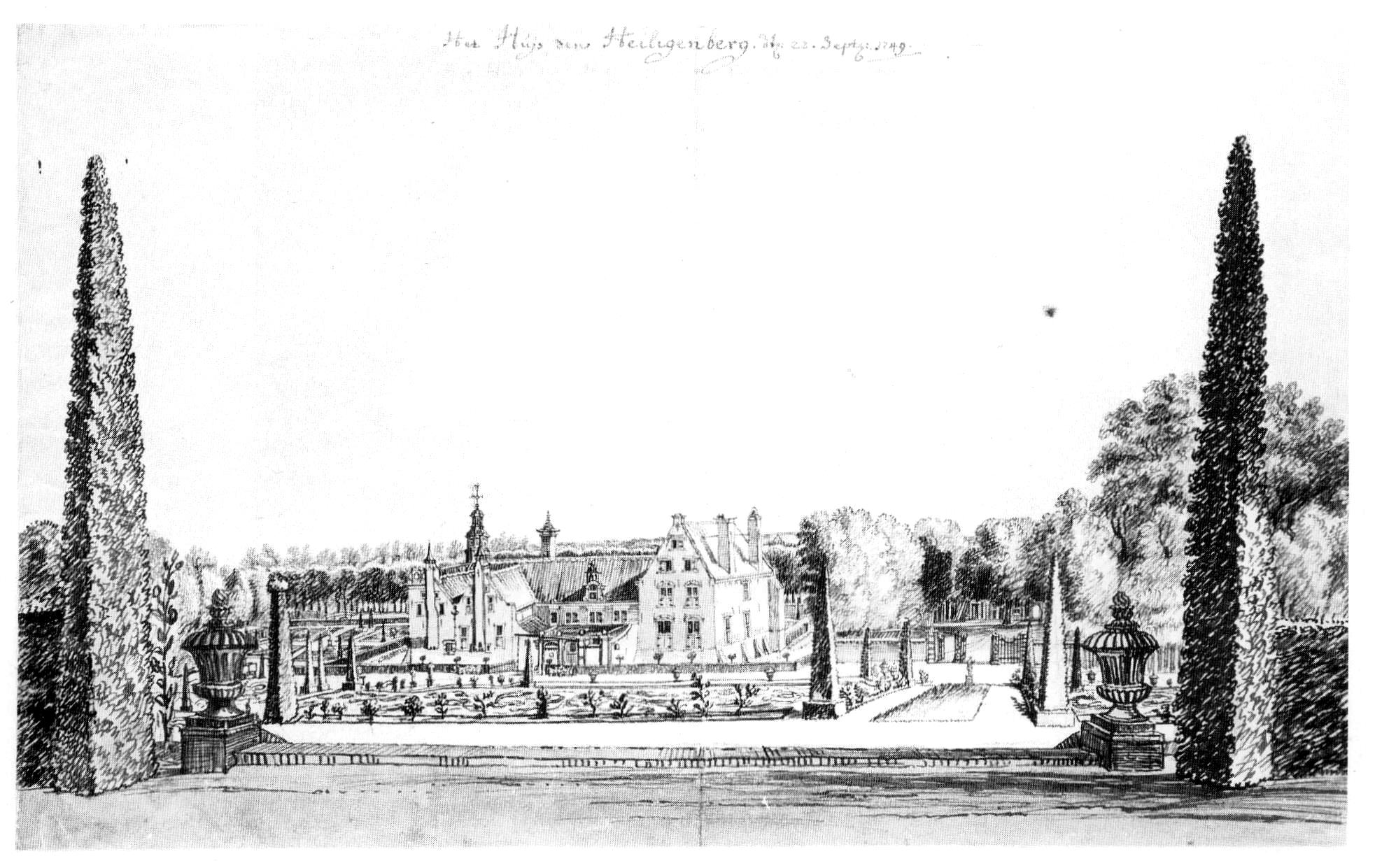
Huis en tuin in 1749, tekening Jan de Beijer
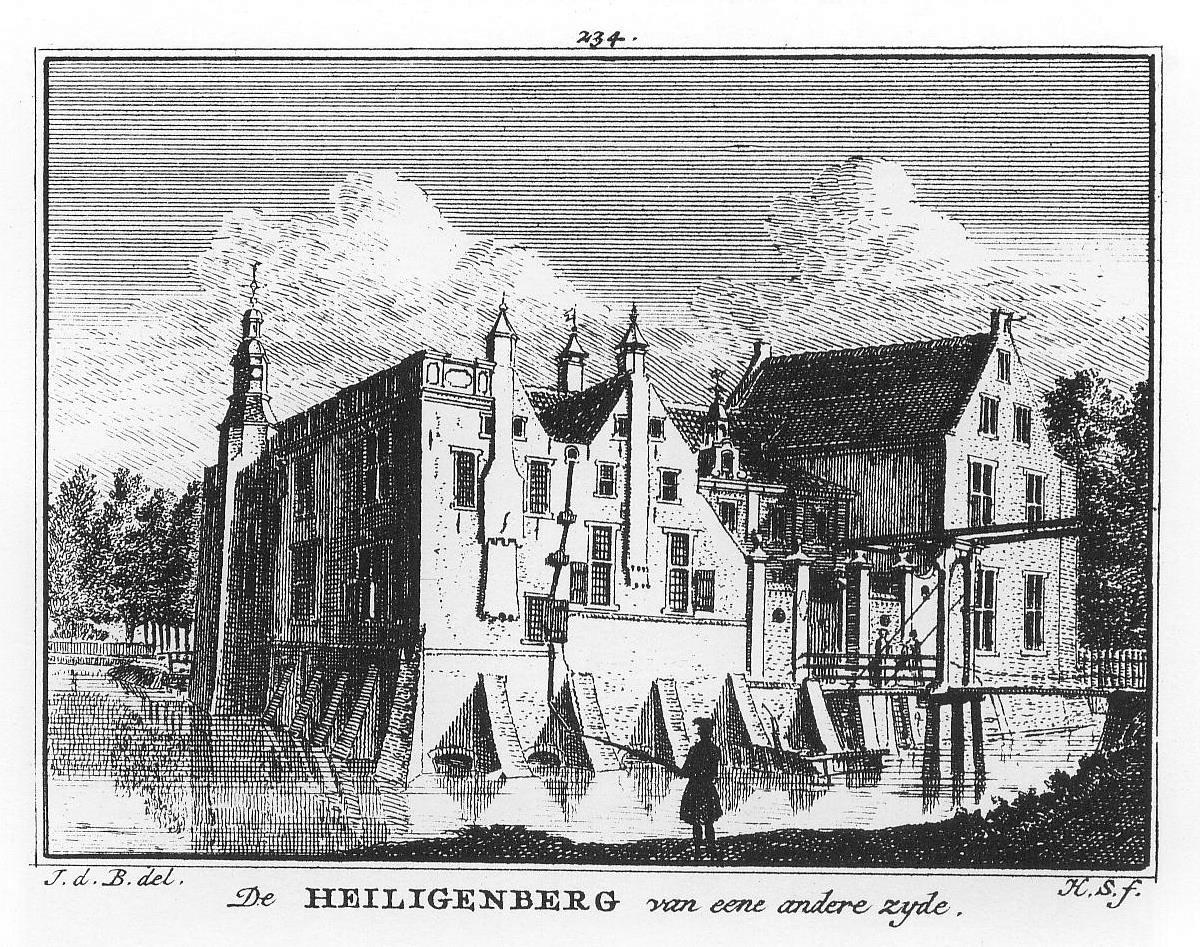
Gravure Hendrik Spilman naar Jan de Beijer
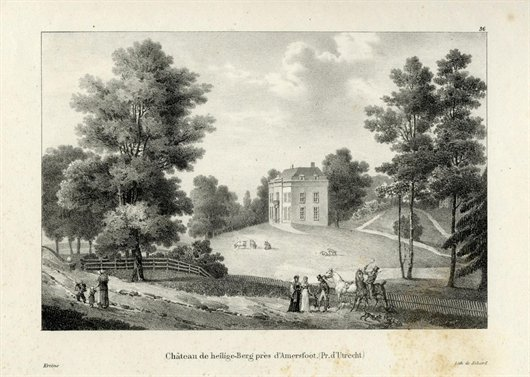
Landgoed Heiligenberg rond 1830